# Niebieski księżyc (astronomia)

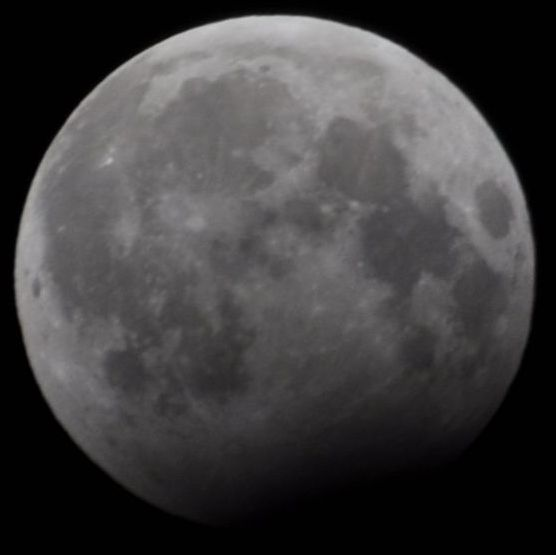
Niebieski księżyc 31 grudnia 2009, podczas częściowego zaćmienia Księżyca

Niebieski księżyc – określenie drugiej pełni Księżyca w ciągu miesiąca kalendarzowego. Jest to zjawisko rzadkie, występujące raz na kilka lat (średnio raz na 2,5 roku). W dawnej definicji astronomicznej mianem niebieskiego księżyca określano trzecią pełnię Księżyca w ciągu astronomicznej pory roku, w której występowały cztery pełnie Księżyca.
Wbrew nazwie, tarcza księżycowa nie staje się niebieska. Ma to jedynie podkreślić względną rzadkość tego zjawiska.
W języku angielskim powiedzenie once in a blue moon ("raz na niebieski księżyc") oznacza coś niezwykle rzadkiego.